# Unión Platense SRL
Unión Platense SRL est une société d'autobus spécialisée dans le transport en commun, basée dans la ville argentine de La Plata.

## Services
La société opère avec les lignes suivantes :
| Ligne              | Société                                                         | Itinéraire                                                   |
| ------------------ | --------------------------------------------------------------- | ------------------------------------------------------------ |
| 202                | Transporte La Unión SRL                                         | Berisso - La Plata                                           |
| 214                | Unión Platense SRL                                              | La Plata - Berisso                                           |
| 217                | Unión Platense SRL                                              | La Plata-Azul-G. Lamadrid                                    |
| 273 273 TOP        | Unión Platense SRL                                              | La Plata - Berazategui                                       |
| 290                | Unión Platense SRL                                              | La Plata - Brandsen - Monte - Las Flores                     |
| 340                | Unión Platense SRL                                              | Magdalena - La Plata - Brandsen - Ranchos - General Belgrano |
| 411                | Expreso La Plata Buenos Aires SA (Expreso)                      | La Plata - Magdalena - Pipinas                               |
| 417                | Unión Platense SRL                                              | La Plata - Mar del Plata-Miramar                             |
| 418                | Unión Platense SRL                                              | La Plata - Berazategui                                       |
| Norte (501)        | Unión Platense SRL                                              | La Plata                                                     |
| Sur (502)          | Unión Platense SRL                                              | La Plata                                                     |
| Este (503)         | Expreso (Unión Platense SRL), Micro Express                     | La Plata                                                     |
| 518 (semi-express) | Expreso (Unión Platense SRL)                                    | Aéroport de La Plata - República de los niños                |
| 520,               | Unión Platense SRL                                              | La Plata                                                     |
| Universitaria      | Unión Platense SRL, Empresa Línea Siete SAT, Nueve de Julio SAT | La Plata                                                     |

## Incidents
En juillet 2014, une voiture conduite par un adolescent de 13 ans est entrée en collision avec un bus de la ligne Nord à Gonnet. Il y a eu un mort et six blessés. En décembre 2014, sur le toit d'un bus de la ligne 273, une jeune fille de 20 ans a été surprise en train de voler le téléphone portable d'une autre jeune femme et les autres passagers du bus l'ont forcée à le rendre. La tentative de vol a été enregistrée par un autre passager
Le 14 janvier 2015, un bus de la ligne 290 quittant Brandsen à 16h20 a pris feu au niveau du 44 entre 184 et 185. Le bus n'avait pas d'extincteur.